# Supervisor Europeo de Protección de Datos
El Supervisor Europeo de Protección de Datos (SEPD) es una autoridad supervisora independiente que tiene como objetivo principal garantizar que las instituciones y órganos de la Unión Europea (UE) respeten el derecho a la intimidad y la protección de datos cuando tratan datos de carácter personal y desarrollan nuevas políticas. Cada año publica un informe sobre sus actividades, que es remitido a las principales instituciones comunitarias y puede ser discutido por el Parlamento Europeo. Tanto él como su personal están obligados a guardar como secreta la información clasificada.
La base jurídica del SEPD se encuentra en el Tratado constitutivo de las Comunidades Europeas y el Reglamento (CE) n.° 45/2001, de 18 de diciembre de 2000, relativo a la protección de las personas físicas en lo que respecta al tratamiento de datos personales por las instituciones y los organismos comunitarios y a la libre circulación de estos datos.
El 6 de diciembre de 2019, Wojciech Wiewiórowski tomó el cargo de Supervisor Europeo de Protección de Datos. Ha sido nombrado para un mandato de cinco años en virtud una decisión conjunta del Parlamento Europeo y del Consejo.
| Mandato   | SEPD                  | Supervisor adjunto    |
| --------- | --------------------- | --------------------- |
| 2004-2009 | Peter Hustinx         | Joaquín Bayo          |
| 2009-2014 | Peter Hustinx         | Giovanni Buttarelli   |
| 2014-2019 | Giovanni Buttarelli   | Wojciech Wiewiórowski |
| 2019-2024 | Wojciech Wiewiórowski | cargo descontinuado   |

## Historia
El 1 de julio de 2002, la Comisión Europea, el Consejo, y el Parlamento Europeo aprobaron la Decisión relativa al estatuto y a las condiciones generales de ejercicio de las funciones de Supervisor Europeo de Protección de Datos. Sobre la base de esta Decisión, el Consejo y el Parlamento aprobaron el 22 de diciembre de 2003 el nombramiento de Peter Hustinx como Supervisor Europeo de Protección de Datos y de Joaquín Bayo como su adjunto. Estos nombramientos se publicaron el 17 de enero de 2004. Ese mismo mes, el SEPD se convirtió en la autoridad de control de la Unidad central de Eurodac y supervisa también desde entonces la transmisión de datos personales a los Estados miembros por parte de la Unidad central.

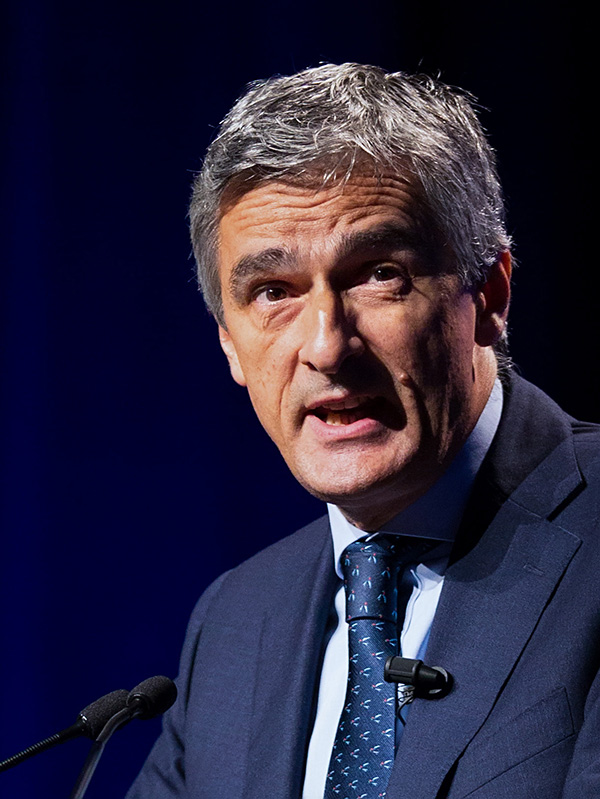
Giovanni Buttarelli, falleció el 20 de agosto de 2019 mientras se desempeñaba como SEPD.

En 2009 Peter Hustinx fue reelegido como SEPD y Giovanni Buttarelli fue nombrado Supervisor Adjunto, por decisión conjunta del Parlamento Europeo y del Consejo, asumiendo sus funciones en enero de ese año. En 2014, Buttarelli asumió como SEPD, pero su mandato de vio interrumpido tras fallecer en agosto de 2019. En noviembre dsiguiente, la Comisión Europea participó en una conferencia sobre la protección de la intimidad celebrada en Bruselas, en la que se le recordó el manifiesto de Buttarelli, "Privacy 2030: a new vision for Europe". El documento fue el resultado de las reflexiones que Buttarelli había compartido con expertos en la materia sobre los gretos de la UE en el campo de la digitalización. "Buttarelli argumentó que la protección de los datos significaba proteger la dignidad de las personas", explicó Margrethe Vestager, comisaría europea de Competencia.
El 6 de diciembre de 2019, el polaco Wojciech Wiewiórowski, reemplazó en el cargo de Supervisor Europeo de Protección de Datos al italiano Giovanni Buttarelli, que actuó como supervisor en los cinco años anteriores. Wiewiórowski fue inspector general para la protección de datos de carácter personal ante la autoridad protección de datos en Polonia, antes de trabajar como controlador adjunto de Buttarelli.
En 2022, el SEPD y la DIGIT de la Unión Europea lanzaron la red social EU Voice, para hacerle competencia a Twitter.  La iniciativa fue clausurada en 2024.

## Funciones y competencias
El Supervisor es elegido para un mandato renovable de cinco años. El Reglamento (UE) 2018/1725 establece las funciones y competencias del SEPD (capítulo VI), así como su independencia institucional en su calidad de autoridad de control. También establece las normas para la protección de datos en las instituciones de la UE. En la práctica, las funciones del SEPD pueden dividirse en tres funciones principales: control, asesoramiento y cooperación.

### Control
Los datos sanitarios, la evaluación del personal, la contratación, la gestión del tiempo, las grabaciones telefónicas, los instrumentos para medir el rendimiento y las investigaciones de seguridad. Estos dictámenes se publican en el sitio web del SEPD y su aplicación es objeto de un seguimiento sistemático.
La aplicación del Reglamento sobre protección de datos en la administración de la UE también es objeto de seguimiento mediante la evaluación periódica de indicadores de rendimiento sobre todas las instituciones y órganos de la UE. Además de este ejercicio de supervisión general, el SEPD lleva a cabo inspecciones in situ para medir el grado de conformidad en la práctica.
La función supervisora del SEPD incluye asimismo la investigación de las reclamaciones presentadas por los miembros del personal de la UE o por cualquier otra persona que considere que sus datos personales han recibido un trato inadecuado por parte de una institución o un órgano europeo. Algunos ejemplos de reclamaciones tienen que ver, entre otras cosas, con presuntas vulneraciones de la confidencialidad, el acceso a los datos, el derecho de rectificación, la supresión de datos, y la recopilación excesiva o la utilización ilegal de datos por parte del responsable del tratamiento.
El SEPD también ha desarrollado otras formas de supervisión, como el asesoramiento sobre medidas administrativas y la elaboración de directrices temáticas.

### Asesoramiento
En el marco de su función «consultiva», el SEPD asesora a la Comisión Europea, al Parlamento Europeo y al Consejo de la Unión Europea sobre asuntos de protección de datos en una serie de ámbitos de intervención política. Esta función consultiva está relacionada con las propuestas de nueva legislación, así como con otras iniciativas que pueden afectar a la protección de datos personales en la UE. Normalmente, dicha función tiene como resultado un dictamen formal, pero el SEPD también puede proporcionar orientación en forma de comentarios o documentos de orientación. Los avances tecnológicos que repercuten en la protección de datos también se supervisan en el marco de esta actividad.
Entre los asuntos significativos a los que el SEPD ha prestado especial atención se incluyen el acuerdo «TFTP-SWIFT» sobre el acceso a la información financiera, la revisión de la Directiva sobre la privacidad y las comunicaciones electrónicas, las novedades relacionadas con el Programa de Estocolmo sobre las políticas de Justicia e Interior, la revisión del sistema Eurodac y del Reglamento de Dublín sobre política de asilo, y el acceso público a los documentos. 
El SEPD también hace seguimiento de la revisión en curso del marco jurídico para la protección de datos, destinada a modernizar la Directiva de Protección de Datos (95/46/CE) en respuesta a los retos planteados por la tecnología y la globalización. Lograr este objetivo crucial será el elemento principal de la agenda del SEPD durante los próximos años. 
Como parte de su función consultiva, el SEPD también interviene en casos presentados al Tribunal de Justicia de las Comunidades Europeas que entran dentro de la esfera de sus competencias. En junio de 2009, por ejemplo, intervino en un caso referente a la relación entre la transparencia y la protección de datos (el denominado caso «Bavarian Lager»).

### Cooperación
El SEPD coopera con otras autoridades competentes en el ámbito de la protección de datos con el fin de promover un enfoque coherente de la protección de datos en la Unión Europea. El supervisor coopera con las autoridades competentes en la protección de datos en el marco del antiguo «tercer pilar» –el ámbito de la cooperación policial y judicial– y con el Grupo de Trabajo de Policía y Justicia.
La principal plataforma de cooperación entre las autoridades competentes en la protección de datos en Europa es el Grupo de trabajo del artículo 29 (grupo de protección de las personas en lo que respecta al tratamiento de datos personales). El SEPD participa en las actividades del Grupo de Trabajo, que desempeña un papel importante en la aplicación uniforme de la Directiva sobre protección de datos. El SEPD y el Grupo de Trabajo han colaborado de manera eficaz en una serie de temas, pero sobre todo en la aplicación de la Directiva de Protección de Datos y en los retos planteados por las nuevas tecnologías. El SEPD también ha apoyado las iniciativas adoptadas para garantizar que los flujos de datos internacionales respeten los principios europeos de protección de datos.
Una de las tareas de cooperación más importantes del SEPD tiene que ver con el sistema Eurodac, en el que las responsabilidades de la supervisión se comparten con las  autoridades competentes en la protección de datos de los Estados miembros.
La cooperación también tiene lugar a través de la participación en dos conferencias anuales sobre protección de datos: una Conferencia Europea que reúne a autoridades competentes en la protección de datos de los Estados miembros de la UE y del Consejo de Europa, y una Conferencia Internacional a la que asiste una amplia variedad de expertos en protección de datos, tanto del sector público como del ámbito privado.